# Evropski dan spomina na žrtve vseh totalitarnih in avtoritarnih režimov
Evropski dan spomina na žrtve vseh totalitarnih in avtoritarnih režimov, uradno Evropski dan spomina na žrtve stalinizma in nacizma, imenovan tudi mednarodni dan črnega traku ali v nekaterih evropskih državah z drugimi imeni, se obeležuje 23. avgusta kot dan vseevropskega spominjanja žrtev totalitarnih diktatur v Evropi 20. stoletja, zlasti komunizma, nacizma in fašizma. Skupina poslancev Evropskega parlamenta se je za njegovo razglasitev zavzela septembra 2008 na pobudo podpisnikov Praške deklaracije. Aprila 2009 je Evropski parlament s podporo Evropske ljudske stranke, Zveze liberalcev in demokratov za Evropo, Zelenih-Evropske svobodne zveze in Zveze za Evropo narodov, sprejel resolucijo, s katero ga je razglasil v vsej Evropski uniji. Določitev 23. avgusta kot dneva spomina na žrtve je podprla tudi Organizacija za varnost in sodelovanje v Evropi z razglasitvijo Vilenske izjave v začetku julija 2009.
23. avgust je bil izbran kot dan, ki sovpada z dnevom podpisa pakta Ribbentrop-Molotov, v katerem sta nacistična Nemčija in komunistična Sovjetska zveza podpisali sporazum o medsebojni razdelitvi Vzhodne Evrope. Ta dogodek je leta 2010 tedanji predsednik Evropskega parlamenta in nekdanji poljski premier Jerzy Buzek označil kot »dogovor dveh najhujših oblik totalitarizma v zgodovini človeštva.« Spominski dan izvira iz protestov, ki so potekali v 80. letih 20. stoletja po zahodnih mestih proti sovjetskim zločinom in okupaciji, začenši s kanadskimi begunci iz držav, ki jih je okupirala Sovjetska zveza. Protesti so vrh doživeli z Baltsko potjo, glavno demonstracijo v času revolucij 1989, ki so prispevale k osvoboditvi baltskih držav.
Namen dneva spomina je ohranjanje spomina na žrtve množičnih izgonov in pobojev, obenem pa tudi spodbujanje demokratičnih vrednot z namenom krepitve miru in stabilnosti v Evropi. V Sloveniji je bil dan spomina na žrtve sprejet na dopisni seji vlade 8. avgusta 2012. Dan spomina je uradno priznala tudi Kanada, ki se ga spominja pod imenom »dan črnega traku« (Black Ribbon Day).

## Zgodovinsko ozadje
Oba, tako dan spomina na žrtve totalitarizmov kot dan črnega traku izvirata iz demonstracij, ki so v 80. letih 20. stoletja potekale v zahodnih državah. Večinoma so jih organizirali begunci iz držav Vzhodnega bloka, ki jih je okupirala Sovjetska zveza, da bi opozorili na sovjetske zločine in kršitve človekovih pravic. Protestirali so tudi proti paktu Ribbentrop-Molotov, s katerim je Hitler dal Stalinu proste roke pri okupaciji več vzhodnoevropskih držav, in proti odločitvam Jaltske konference, s katerimi sta Winston Churchill in Franklin D. Roosevelt dala Stalinu proste roke nad Vzhodno Evropo, vključno z aneksijo držav, ki jih je SZ okupirala, ter vsiljeno totalitarno diktaturo, ki je trajala desetletja.
23. avgusta 1986 so se zbrali demonstrantje ob dnevu črnega traku v 21 zahodnih mestih, med drugim v Londonu, Los Angelesu, New Yorku, Ottawi, Perthu, Seattlu, Stockholmu in Washingtonu.
Leta 1987 so se protesti razširili na baltske države, vrhunec pa dosegli leta 1989 z Baltsko potjo. Nanjo je skupaj stopilo dva milijona ljudi, ki so s podajanjem rok ustvarili človeško verigo in protestirali proti sovjetski okupaciji.
- Stalin (levo) in Joachim von Ribbentrop v Kremlju avgusta 1939, ob podpisu pakta, zveze med stalinistično Sovjetsko zvezo in nacistično Nemčijo, s katerim sta si razdelila Vzhodno Evropo.
- Churchill, Roosevelt in Stalin na Jaltski konferenci
- Množično grobišče poljskih častnikov, pobitih v Katinskem gozdu.

## Razglasitev dneva spomina v Evropski zvezi in podpora OVSE-ja
Aprila 2008 je potekala pod slovenskim predsedovanjem Evropski zvezi evropska javna razprava o zločinih, storjenih pod totalitarnimi režimi. Njen cilj je bil izboljšati védenje in ozavestitev o totalitarnih zločinih.
V začetku junija 2008 je pod pokroviteljstvom češke vlade sledila Praška izjava o evropski zavesti in komunizmu, ki so jo med drugim podpisali Václav Havel, Joachim Gauck, Vytautas Landsbergis, Emanuelis Zingeris in Łukasz Kamiński, s pozivom vseevropske obsodbe komunističnih zločinov, na podlagi katere je bil kasneje 23. avgust uradno sprejet kot dan spomina na žrtve totalitarizmov s strani mednarodnih teles in različnih držav.
23. septembra 2008 je 409 članov Evropskega parlamenta podpisalo »deklaracijo o razglasitvi 23. avgusta za Evropski dan spomina na žrtve stalinizma in nacizma«.
2. aprila 2009 je bila v parlamentu s 533. glasovi za, 44. glasovi proti in 33. vzdržanimi izglasovana Resolucija o evropski zavesti in totalitarizmu s pozivom na članice Evropske zveze in druge evropske države, naj prevzamejo dan spomina na žrtve toltalitarizmov.
3. julija 2009 je OVSE sprejel Vilensko izjavo, s katero je podprl 23. avgust kot mednarodni spominski dan in pozval svoje članice, naj povečajo ozaveščenost o totalitarnih zločinih.
Po razglasitvi evropskega dneva spomina na žrtve stalinizma in nacizma v Evropskem parlamentu so bile vlade Estonije, Latvije in Litve s strani predsednika Evropskega parlamenta Hansa-Gerta Pötteringa pohvaljene za njihove napore boljše informiranosti zahodne Evrope o totalitarizmu v nekdanji Sovjetski zvezi. Ob tem je Pöttering spomnil na klasično študijo o totalitarizmu - Izvori totaltarizma nemško-judovske filozofinje Hannah Arendt, ki je »razvila znanstveno podlago meril za opis totalitarizma« in zaključil, da sta »oba totalitarna sistema (stalinizem in nacizem) primerljiva in strašna«. Josef Daul, predsednik skupine Evropske ljudske stranke, najštevilčnejše stranke v Evropskem parlamentu, je izjavil:
»2009 je globoko simbolično leto, saj praznujemo tako 60. obletnico ustanovitve NATA in začetek hladne vojne kot 20. obletnico padca Berlinskega zidu, ki jo je končal. Prav zaradi tega smo predlagali ustanoviti vseevropski dan spomina, ki bo pomagal Evropi uskladiti  njeno totalitarno zapuščino, tako nacistično kot komunistično«.
10. junija 2011 je Svet Evropske zveze za pravosodje in notranje zadeve (ministri za pravosodje in notranje zadeve vseh članic držav Evropske zveze) sprejel zaključne ugotovitve, med drugim, da je »ponovno potrdil pomen ozaveščanja o zločinih storjenih v totalitarnih režimih, pomen spodbujanja skupnega spomina na te zločine v celotni Zvezi, in poudaril pomembno vlogo, ki jo ta ima pri preprečevanju rehabilitacije oz. ponovnega rojstva totalitarnih ideologij« ter osvetlil »vseevropski dan spomina na žrtve totalitarnih režimov« z vabilom »državam članicam, naj razmislijo, kako naj ga počastijo«.
23. avgusta 2011 je Evropska zveza pod predsedovanjem Poljske organizirala konferenco ob evropskem dnevu spomina na žrtve totalitarnih režimov, na kateri je citirala zaključke Sveta Evrope iz 10. junija in Stockholmski program, sprejet julija 2009, s poudarkom, da je »spomin na skupno zgodovino nujen za razumevanje sodobne Evrope«. Evropski uradniki so sprejeli Varšavsko izjavo o dnevu spomina na žrtve totalitarnih režimov z obljubo, da trpljenje žrtev ne bo »utonilo v pozabo«. Deklaracija navaja, da bi bilo potrebno zločine totalitarnih režimov priznati in obsoditi ne glede na njihov tip in ideologijo«. Poljski minister za pravosodje Krzysztof Kwiatkowski je dejal, da je »Varšavska izjava soglasni sporazum vseh držav članic EZ, da moramo narediti vse kar je v naši moči, da bi preprečili oživljanje kakršnegakoli totalitarnega režima v vseh državah, ki tvorijo eno veliko evropsko družino«..

## Obeležitve Evropskega dneva spomina na žrtve totalitarizmov v Sloveniji
- 2009: 1. spominska slovesnost je potekala na gradu Rajhenburg. Pripravil jo je Študijski center za narodno spravo v soorganizaciji z Muzejem novejše zgodovine Slovenije, Občino Krško in TV Slovenija, ki je ob tem predvajala film režiserke Maje Weiss Angela Vode, Skriti spomin. Slavnostni govornik je bil zgodovinar Stane Granda, tedanji predsednik programskega sveta RTV.[23]
- 2010: Spominska slovesnost je potekala v Štanjelu v soorganizaciji s Študijskim centrom za narodno spravo, Občino Komen, Inštitutom dr. Jožeta Pučnika in Društvom slovenskih izobražencev iz Trsta. Slavnostni govornik je bil pisatelj akademik Boris Pahor.
- 2011: Spominska slovesnost, tretja po vrsti, je potekala v atriju Minoritskega samostana na Ptuju. Pripravil jo je Študijski center za narodno spravo v soorganizaciji z Mestno občino Ptuj, minoritskim samostanom sv. Petra in Pavla, Društvom izobražencev Viktorina Ptujskega in Inštitutom dr. Jožeta Pučnika. Slavnostni govornik je bil zdravnik nevrolog Jože Trontelj, predsednik Slovenske akademije znanosti in umetnosti. Predvajan je bil tudi dokumentarni film Ormoški Petriček.[24]
- 2012: Spominska slovesnost je potekala na dvorišču Uršulinskega samostana v Mekinjah pri Kamniku v soorganizaciji s Študijskim centrom za narodno spravo, društvom Demos na Kamniškem in Občino Kamnik. Slavnostni govornik je bil Janez Juhant, član Evropske akademije znanosti in umetnosti.[25]
- 2013: Osrednja spominska slovesnost je potekala na trgu v Kobaridu, slavnostni govornik je bil pisatelj Boris Pahor, dobitnik nagrade Državljan Evrope za leto 2013.